# مدكارد

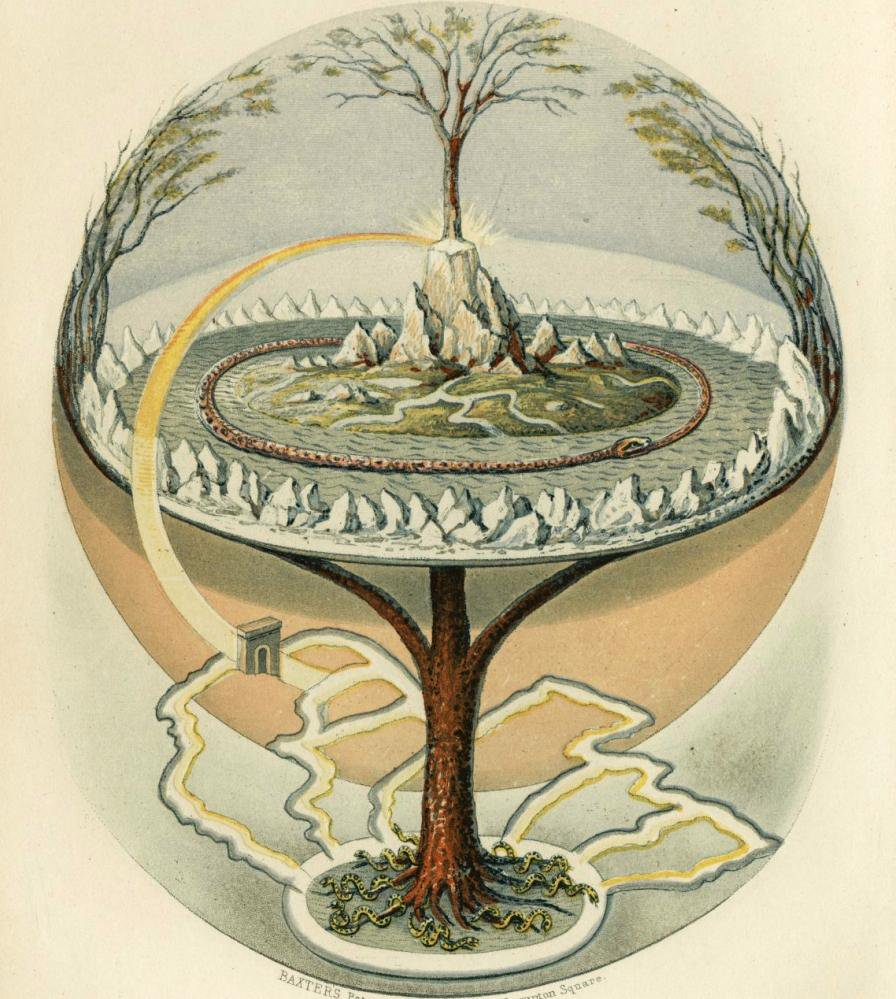
تخيل ثنائي الأبعاد لإغدراسيل، شجرة أسطورية عملاقة تربط العوالم التسعة في علم الكونيات.

ميدغارد (Midgard) المكان الأوسط ومسكن البشر في الميثولوجيا النوردية وتسمى أيضا ماناهيم أو مسكن البشر وقد خلقت من جسد أول مخلوق في الكون بل هو الكون بنفسه وهو العملاق المؤسس يمير ووفقا للأسطورة فقد قتله الآلهة ودحرجوا جسده إلى العالم الخالي ومن لحمه صنعوا الأرض ومن دمه المحيطات ومن عظامه الجبال ومن أسنانه الوديان ومن شعره الأشجار ومن دماغه المتناثر السحب وجمجمته أخذها أربعة أقزام هم نوردري وسودري وأوستري وفيستري (وهي جهات البوصلة الأربع) وكانت النجوم والشمس والقمر أجزاء متناثرة من جمجمته. ومدكارد تقع في المنتصف بين نيفلهايم في الشمال وهي أرض الجليد وموسبلهايم أرض النار في الجنوب وهي متصلة بأسكارد موطن الآلهة عن طريق بيفروست جسر قوس قزح.